# Ахметовська сільська рада
Ахме́товська сільська рада (рос. Ахметовский сельский совет) — муніципальне утворення у складі Кушнаренковського району Башкортостану, Росія. Адміністративний центр — село Ахметово.
Станом на 2002 рік існували Ахметовська сільська рада (села Ахметово, Канли, присілки Ахлистіно, Керенево) та Медведеровська сільська рада (села Кувиково, Медведерово).

## Населення
Населення — 1591 особа (2019, 1701 в 2010, 1824 в 2002).

## Склад
До складу поселення входять такі населені пункти:
| Населений пункт    | Населення, осіб (2002) | Населення, осіб (2010) |
| ------------------ | ---------------------- | ---------------------- |
| Ахлистіно, село    | 227                    | 183                    |
| Ахметово, село     | 891                    | 886                    |
| Канли, село        | 244                    | 208                    |
| Кереньово, село    | 43                     | 40                     |
| Кувиково, село     | 318                    | 294                    |
| Медведьорово, село | 101                    | 90                     |